# Rapala damona
Rapala damona is een vlinder uit de familie van de Lycaenidae. De wetenschappelijke naam van de soort is voor het eerst geldig gepubliceerd in 1890 door Swinhoe.

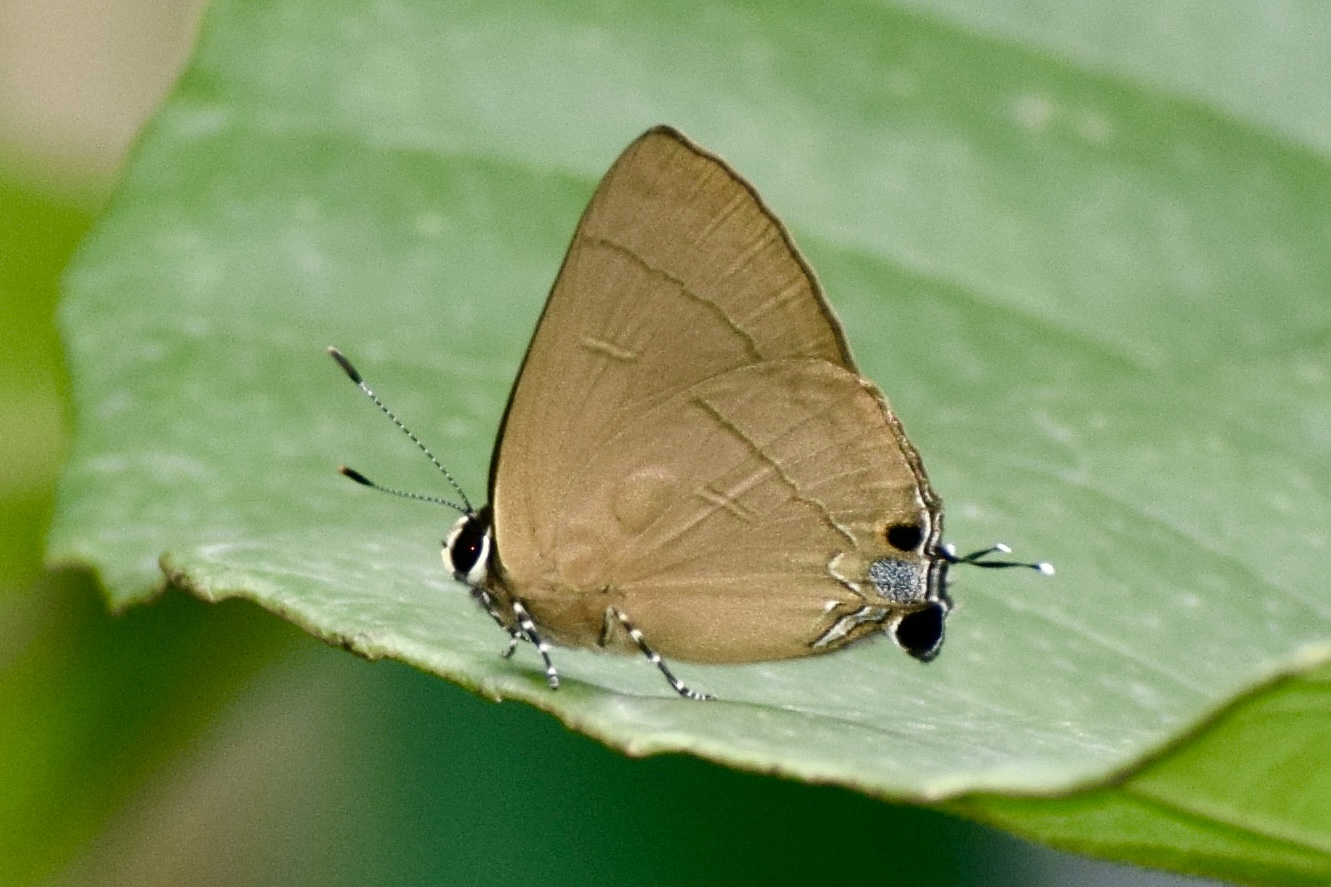
Close wing basking position of Rapala damona Swinhoe, 1890 - Malay Red Flash_WLB_DSC 0819